# Murthel Groenhart

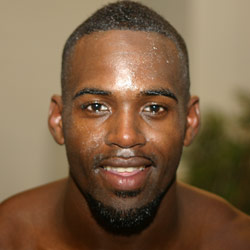
Murthel Groenhart

Murthel Groenhart (* 10. Oktober 1986 in Amsterdam) ist ein niederländisch-surinamischer Kickboxer. Er ist K-1 Italy Oktagon Champion 2008, K-1 World Max Champion 2012 und Glory Weltergewichts Champion 2017.

## Karriere
Groenhart begann seine Kickbox-Karriere mit kleinen Shows in den Niederlanden. Er gab 2006 sein SLAMM-Debüt und verlor beide Kämpfe mit der Organisation. Im Jahr 2008 wurde er von der renommierten K-1 eingeladen, an einem Acht-Man-Turnier teilzunehmen, das zunächst für Schwergewichte konzipiert und dann für die 75-kg-Klasse organisiert wurde. Groenhart gelang es, alle drei Gegner durch KO zu besiegen und damit den Pokal im Finale in Mailand zu gewinnen.
Die Leistung beim K-1-Turnier führte dazu, dass Groenhart eingeladen wurde, an einem Kampf innerhalb der It's Showtime-Organisation teilzunehmen. Er verlor sein Debüt gegen Sem Braan, aber er beeindruckte genug, um zu weiteren Spielen eingeladen zu werden. Trotz einiger inkonsistenter Leistungen gewann Groenhart den vakanten E.M.T.A. Europameistertitel Anfang 2010 nach dem Sieg über Amir Zeyada.
Er gewann das K-1 World MAX 2012 World Championship Tournament Finale in Athen, Griechenland am 15. Dezember 2012 und schlug Yasuhiro Kido und Mike Zambidis, bevor er im Finale Artur Kyshenko besiegte.
Am 26. August 2017 wurde Groenhart Weltmeister im Weltergewicht bei Glory 44, nachdem er Cédric Doumbé besiegte durch einen Punktsieg. Während Glory 50 verlor er den Titel an Harut Grigorian.

## Erfolge
- Glory
  - Glory Weltergewichts Champion 2017
  - 2016 Glory Welterweight Contender Tournament Winner
  - 2015 Glory Welterweight Contender Tournament Winner

- World Fight League
  - 2016 WFL -76 kg Tournament Champion

- K-1
  - K-1 World MAX 2012 World Championship Tournament Champion
  - 2008 K-1 Italy Oktagon Tournament Champion −75 kg

- E.M.T.A.
  - 2010 E.M.T.A. European Champion −76 kg

- Angels of Fire
  - 2007 Angels of Fire II tournament title −75 kg